# Liste des circuits NASCAR
Liste des circuits NASCAR certifiés utilisés lors de courses des NASCAR Cup Series, des Xfinity Series, et/ou des Camping World Truck Series pour la saison 2017,,,.

## Circuits en activité pour les courses NASCAR: Cup, Xfinity et Camping World Truck Series
| Circuit                                    | Surnom                                      | Miles                   | Config.                | Lieu                         | Places      | Series                                                                         | Courses | Tracés          |
| ------------------------------------------ | ------------------------------------------- | ----------------------- | ---------------------- | ---------------------------- | ----------- | ------------------------------------------------------------------------------ | --- | --------------- |

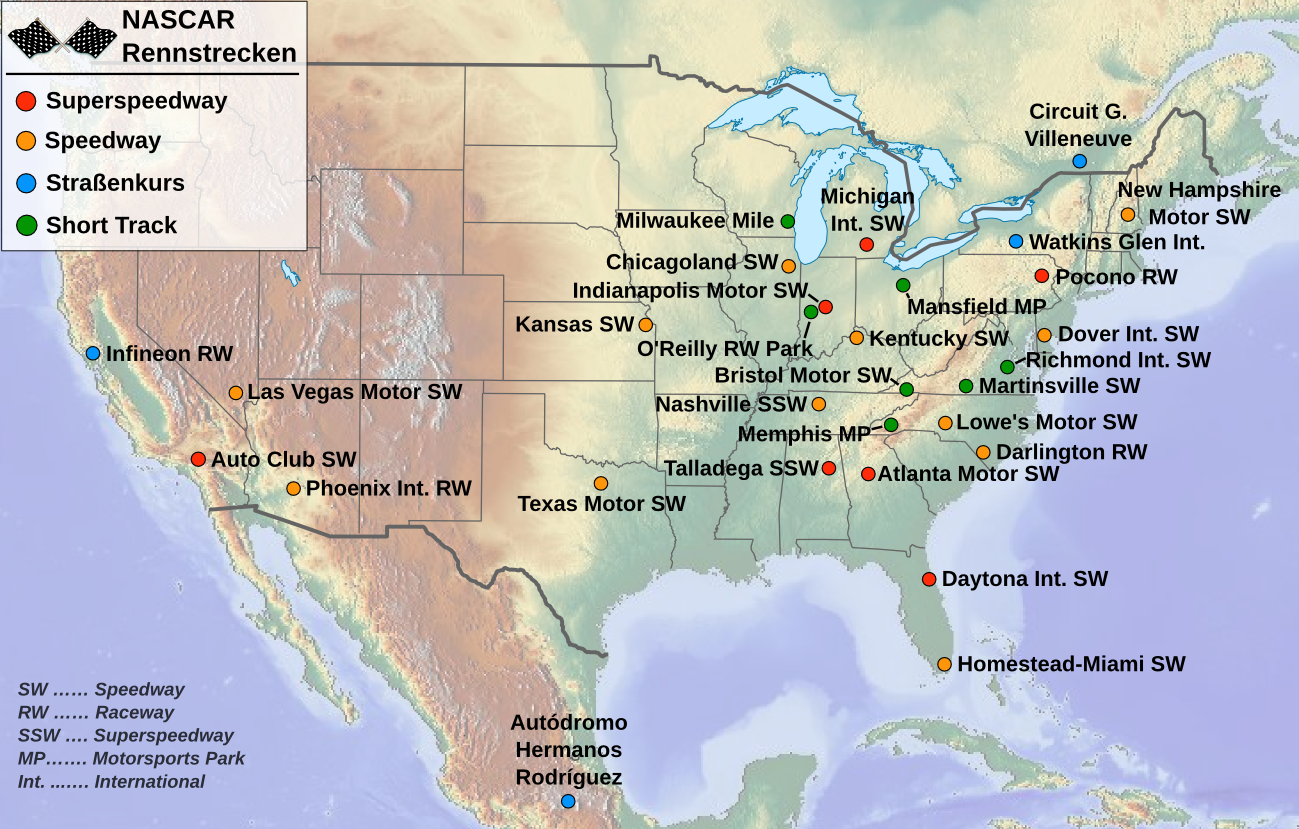
Localisation des circuits NASCAR

| Atlanta Motor Speedway                     | Hotlanta Speedway                           | 1,54 milles (2,478 km)  | Quad - Ovale           | Hampton, Géorgie             | 125 000     | Cup (2)                                                                        | - Folds of Honor QuikTrip 500 - Quaker State 400 presented by Walmart                                                                                         | Atlanta         |
| Atlanta Motor Speedway                     | Hotlanta Speedway                           | 1,54 milles (2,478 km)  | Quad - Ovale           | Hampton, Géorgie             | 125 000     | Xfinity (2)                                                                    | - EchoPark 250 - TBA | Atlanta         |
| Atlanta Motor Speedway                     | Hotlanta Speedway                           | 1,54 milles (2,478 km)  | Quad - Ovale           | Hampton, Géorgie             | 125 000     | C.W.T                                                                          | - Fr8 Auctions 200 | Atlanta         |
| Bristol Motor Speedway                     | - The Last Great Colosseum - Thunder Valley | 0,533 milles (0,858 km) | Ovale                  | Bristol, Tennessee           | 165 000     | Cup                                                                            | - Bass Pro Shops NRA Night Race | Bristol         |
| Bristol Motor Speedway                     | - The Last Great Colosseum - Thunder Valley | 0,533 milles (0,858 km) | Ovale                  | Bristol, Tennessee           | 165 000     | Xfinity (2)                                                                    | - Food City 300 | Bristol         |
| Bristol Motor Speedway                     | - The Last Great Colosseum - Thunder Valley | 0,533 milles (0,858 km) | Ovale                  | Bristol, Tennessee           | 165 000     | C.W.T                                                                          | - UNOH 200 presented by Ohio Logistics | Bristol         |
| Bristol Motor Speedway Dirt                | - The Last Great Colosseum - Thunder Valley | 0,533 milles (0,858 km) | Ovale sur terre battue | Bristol, Tennessee           | 165 000     | Cup Xfinity C.W.T                                                              | - Food City Dirt Race - - Pinty's Truck Race on Dirt |                 |
| Canadian Tire Motorsport Park              | Mosport                                     | 2,459 milles (3,957 km) | Circuit routier        | Bowmanville, Ontario, Canada | Site ouvert | Cup                                                                            | - | Mosport         |
| Canadian Tire Motorsport Park              | Mosport                                     | 2,459 milles (3,957 km) | Circuit routier        | Bowmanville, Ontario, Canada | Site ouvert | Xfinity                                                                        | - | Mosport         |
| Canadian Tire Motorsport Park              | Mosport                                     | 2,459 milles (3,957 km) | Circuit routier        | Bowmanville, Ontario, Canada | Site ouvert | C.W.T                                                                          | - Chevrolet Silverado 250 | Mosport         |
| Charlotte Motor Speedway                   |                                             | 1,5 milles (2,414 km)   | Quad - Ovale           | Concord, Caroline du Nord    | 171 000     | Cup                                                                            | - Coca-Cola 600 | Charlotte       |
| Charlotte Motor Speedway                   | Xfinity                                     | 1,5 milles (2,414 km)   | Quad - Ovale           | Concord, Caroline du Nord    | 171 000     | - Alsco Uniforms 300                                                           | | Charlotte       |
| Charlotte Motor Speedway                   | C.W.T                                       | 1,5 milles (2,414 km)   | Quad - Ovale           | Concord, Caroline du Nord    | 171 000     | - North Carolina Education Lottery 200                                         | | Charlotte       |
| Charlotte Motor Speedway Roval             |                                             | 2,32 milles (3,734 km)  | Circuit routier        | Concord, Caroline du Nord    | 171 000     | Cup                                                                            | - Bank of America ROVAL 400 |                 |
| Charlotte Motor Speedway Roval             | Xfinity                                     | 2,32 milles (3,734 km)  | Circuit routier        | Concord, Caroline du Nord    | 171 000     | - Drive for the Cure 250 presented by Blue Cross Blue Shield of North Carolina | |                 |
| Charlotte Motor Speedway Roval             | C.W.T                                       | 2,32 milles (3,734 km)  | Circuit routier        | Concord, Caroline du Nord    | 171 000     | -                                                                              | |                 |
| Circuit of the Americas (COTA)             |                                             | 3,426 milles            | Circuit routier        | Austin, Texas                |             | Cup Xfinity C.W.T                                                              | - EchoPark Texas Grand Prix - Pit Boss 250 - Toyota Tundra 225                                                                                                |                 |
| Darlington Raceway                         | - Too Tough to Tame - Lady in Black         | 1,37 milles (2,205 km)  | Ovale                  | Darlington, Caroline du Sud  | 75 000      | Cup (2)                                                                        | - Goodyear 400 - Cook Out Southern 500 | Darlington      |
| Darlington Raceway                         | - Too Tough to Tame - Lady in Black         | 1,37 milles (2,205 km)  | Ovale                  | Darlington, Caroline du Sud  | 75 000      | Xfinity (2)                                                                    | - Steakhouse Elite 200 - TBA | Darlington      |
| Darlington Raceway                         | - Too Tough to Tame - Lady in Black         | 1,37 milles (2,205 km)  | Ovale                  | Darlington, Caroline du Sud  | 75 000      | C.W.T                                                                          | - LiftKits4Less.com 200 | Darlington      |
| Daytona International Speedway             | World Center of Racing                      | 2,5 milles (4,023 km)   | Tri - Ovale            | Daytona Beach, Floride       | 101 000     | Cup (2)                                                                        | - DAYTONA 500 - Coke Zero Sugar 400 | Daytona         |
| Daytona International Speedway             | World Center of Racing                      | 2,5 milles (4,023 km)   | Tri - Ovale            | Daytona Beach, Floride       | 101 000     | Xfinity (2)                                                                    | - Beef. It's What's For Dinner. 300 - Wawa 250 | Daytona         |
| Daytona International Speedway             | World Center of Racing                      | 2,5 milles (4,023 km)   | Tri - Ovale            | Daytona Beach, Floride       | 101 000     | C.W.T                                                                          | - NextEra Energy 250 | Daytona         |
| Daytona International Speedway Road Course |                                             | 3,61 milles (5,81 km)   | Circuit routier        | Daytona Beach, Floride       | 101 000     | Cup Xfinity C.W.T                                                              | - O'Reilly Auto Parts 253 At Daytona - Super Start Batteries 188 At DAYTONA Presented by O'Reilly - BrakeBest Brake Pads 159 At DAYTONA Presented by O'Reilly |                 |
| Dover International Speedway               | Monster Mile                                | 1 milles (1,609 km)     | Ovale                  | Dover, Delaware              | 85 000      | Cup                                                                            | - Drydene 400 | Dover           |
| Dover International Speedway               | Monster Mile                                | 1 milles (1,609 km)     | Ovale                  | Dover, Delaware              | 85 000      | Xfinity                                                                        | - Drydene 200 | Dover           |
| Dover International Speedway               | Monster Mile                                | 1 milles (1,609 km)     | Ovale                  | Dover, Delaware              | 85 000      | C.W.T                                                                          | - | Dover           |
| Homestead-Miami Speedway                   |                                             | 1,5 milles (2,414 km)   | Ovale                  | Homestead, Floride           | 65 000      | Cup                                                                            | - Dixie Vodka 400 | Homestead-Miami |
| Homestead-Miami Speedway                   | Xfinity                                     | 1,5 milles (2,414 km)   | Ovale                  | Homestead, Floride           | 65 000      | - Contender Boats 250                                                          | | Homestead-Miami |
| Homestead-Miami Speedway                   | C.W.T                                       | 1,5 milles (2,414 km)   | Ovale                  | Homestead, Floride           | 65 000      | -                                                                              | | Homestead-Miami |
| Indianapolis Motor Speedway Road Course    |                                             | 2,439 milles (3,925 km) | Circuit routier        | Indianapolis, Indiana        | 257 325     | Cup                                                                            | - Big Machine Vodka 400 at the Brickyard powered By Florida Georgia Line                                                                                      |                 |
| Indianapolis Motor Speedway Road Course    | Xfinity                                     | 2,439 milles (3,925 km) | Circuit routier        | Indianapolis, Indiana        | 257 325     | - TBA                                                                          | |                 |
| Indianapolis Motor Speedway Road Course    | C.W.T                                       | 2,439 milles (3,925 km) | Circuit routier        | Indianapolis, Indiana        | 257 325     | -                                                                              | |                 |
| Kansas Speedway                            |                                             | 1,5 milles (2,414 km)   | D - Ovale              | Kansas City, Kansas          | 72 000      | Cup (2)                                                                        | - Buschy McBusch Race 400 - Hollywood Casino 400 | Kansas          |
| Kansas Speedway                            | Xfinity                                     | 1,5 milles (2,414 km)   | D - Ovale              | Kansas City, Kansas          | 72 000      | - Kansas Lottery 300                                                           | | Kansas          |
| Kansas Speedway                            | C.W.T                                       | 1,5 milles (2,414 km)   | D - Ovale              | Kansas City, Kansas          | 72 000      | - Wise Power 200                                                               | | Kansas          |
| Knoxville Raceway                          |                                             | 0,5 milles              | Ovale sur terre battue | Knoxville, Iowa              |             | Cup Xfinity C.W.T                                                              | - - - TBA |                 |
| Las Vegas Motor Speedway                   | Sin City                                    | 1,5 milles (2,414 km)   | D - Ovale              | Las Vegas, Nevada            | 116 000     | Cup (2)                                                                        | - Pennzoil 400 presented by Jiffy Lube - South Point 400 | Las Vegas       |
| Las Vegas Motor Speedway                   | Sin City                                    | 1,5 milles (2,414 km)   | D - Ovale              | Las Vegas, Nevada            | 116 000     | Xfinity (2)                                                                    | - Alsco Uniforms 300 - Alsco Uniforms 302 | Las Vegas       |
| Las Vegas Motor Speedway                   | Sin City                                    | 1,5 milles (2,414 km)   | D - Ovale              | Las Vegas, Nevada            | 116 000     | C.W.T (2)                                                                      | - Bucked Up 200 - TBA | Las Vegas       |
| Martinsville Speedway                      | The Paperclip                               | 0,526 milles (0,847 km) | Ovale                  | Martinsville, Virginie       | 55 000      | Cup (2)                                                                        | - Blue-Emu Maximum Pain Relief 500 - Xfinity 500 | Martinsville    |
| Martinsville Speedway                      | The Paperclip                               | 0,526 milles (0,847 km) | Ovale                  | Martinsville, Virginie       | 55 000      | Xfinity (2)                                                                    | - Cook Out 250 - Dead On Tools 250 | Martinsville    |
| Martinsville Speedway                      | The Paperclip                               | 0,526 milles (0,847 km) | Ovale                  | Martinsville, Virginie       | 55 000      | C.W.T                                                                          | - TBA | Martinsville    |
| Michigan International Speedway            |                                             | 2 milles (3,219 km)     | D - Ovale              | Brooklyn, Michigan           | 72 000      | Cup                                                                            | - FireKeepers Casino 400 | Michigan        |
| Michigan International Speedway            | Xfinity                                     | 2 milles (3,219 km)     | D - Ovale              | Brooklyn, Michigan           | 72 000      | - TBA                                                                          | | Michigan        |
| Michigan International Speedway            | C.W.T                                       | 2 milles (3,219 km)     | D - Ovale              | Brooklyn, Michigan           | 72 000      | -                                                                              | | Michigan        |
| Mid-Ohio Sports Car Course                 |                                             | 2,4 milles (3,862 km)   | Circuit routier        | Lexington, Ohio              | 75 000      | Cup                                                                            | - | Mid-Ohio        |
| Mid-Ohio Sports Car Course                 | Xfinity                                     | 2,4 milles (3,862 km)   | Circuit routier        | Lexington, Ohio              | 75 000      | - B&L Transport 170 at Mid-Ohio                                                | | Mid-Ohio        |
| Mid-Ohio Sports Car Course                 | C.W.T                                       | 2,4 milles (3,862 km)   | Circuit routier        | Lexington, Ohio              | 75 000      | -                                                                              | | Mid-Ohio        |
| Nashville Superspeedway                    |                                             | 1,333 milles (2,145 km) | D - Ovale              | Nashville, Tennessee         |             | Cup Xfinity C.W.T                                                              | - Ally 400 - Tennesse Lottery 250 - Rackley Roofing 200 |                 |
| New Hampshire Motor Speedway               | The Magic Mile                              | 1,058 milles (1,703 km) | Ovale                  | Loudon, New Hampshire        | 88 000      | Cup                                                                            | - Foxwoods Resort Casino 301 | New Hampshire   |
| New Hampshire Motor Speedway               | The Magic Mile                              | 1,058 milles (1,703 km) | Ovale                  | Loudon, New Hampshire        | 88 000      | Xfinity                                                                        | - Lakes Region 200 | New Hampshire   |
| New Hampshire Motor Speedway               | The Magic Mile                              | 1,058 milles (1,703 km) | Ovale                  | Loudon, New Hampshire        | 88 000      | C.W.T                                                                          | - | New Hampshire   |
| Phoenix Raceway (ex ISM Raceway            | The Hot Mile                                | 1 milles (1,609 km)     | Tri - Ovale            | Avondale, Arizona            | 67 000      | Cup (2)                                                                        | - Instacart 500 - TBA | Phoenix         |
| Phoenix Raceway (ex ISM Raceway            | The Hot Mile                                | 1 milles (1,609 km)     | Tri - Ovale            | Avondale, Arizona            | 67 000      | Xfinity (2)                                                                    | - Call 811 Before You Dig 200 presented by Arizona 811 - TBA                                                                                                  | Phoenix         |
| Phoenix Raceway (ex ISM Raceway            | The Hot Mile                                | 1 milles (1,609 km)     | Tri - Ovale            | Avondale, Arizona            | 67 000      | C.W.T                                                                          | - Lucas Oil 150 | Phoenix         |
| Pocono Raceway                             | - The Tricky Triangle - What Turn 4?        | 2,485 milles (3,999 km) | Tri - Ovale            | Long Pond, Pennsylvanie      | 76 812      | Cup (2)                                                                        | - TBA - Explore the Pocono Mountains 350 | Pocono          |
| Pocono Raceway                             | - The Tricky Triangle - What Turn 4?        | 2,485 milles (3,999 km) | Tri - Ovale            | Long Pond, Pennsylvanie      | 76 812      | Xfinity                                                                        | - Pocono Green 225 Recycled by J.P. Mascaro & Sons | Pocono          |
| Pocono Raceway                             | - The Tricky Triangle - What Turn 4?        | 2,485 milles (3,999 km) | Tri - Ovale            | Long Pond, Pennsylvanie      | 76 812      | C.W.T                                                                          | - CRC Brakleen 150 | Pocono          |
| Richmond International Raceway             | Strawberry Hill                             | 0,75 milles (1,207 km)  | D - Ovale              | Richmond, Virginie           | 71 000      | Cup (2)                                                                        | - Toyota Owners 400 - Federated Auto Parts 400 | Richmond        |
| Richmond International Raceway             | Strawberry Hill                             | 0,75 milles (1,207 km)  | D - Ovale              | Richmond, Virginie           | 71 000      | Xfinity                                                                        | - Go Bowling 250 | Richmond        |
| Richmond International Raceway             | Strawberry Hill                             | 0,75 milles (1,207 km)  | D - Ovale              | Richmond, Virginie           | 71 000      | C.W.T                                                                          | - ToyotaCare 250 | Richmond        |
| Road America                               |                                             | 4,048 milles (6,515 km) | Circuit routier        | Elkhart Lake, Wisconsin      | Site ouvert | Cup                                                                            | - Jockey Made in America 250 Presented by Kwik Trip | Road America    |
| Road America                               | Xfinity                                     | 4,048 milles (6,515 km) | Circuit routier        | Elkhart Lake, Wisconsin      | Site ouvert | - Henry 180                                                                    | | Road America    |
| Road America                               | C.W.T                                       | 4,048 milles (6,515 km) | Circuit routier        | Elkhart Lake, Wisconsin      | Site ouvert | -                                                                              | | Road America    |
| Sonoma Raceway                             |                                             | 1,99 milles (3,203 km)  | Circuit routier        | Sonoma, Californie           | 47 000      | Cup                                                                            | - Toyota/Save Mart 350 | Sonoma          |
| Sonoma Raceway                             | Xfinity                                     | 1,99 milles (3,203 km)  | Circuit routier        | Sonoma, Californie           | 47 000      | -                                                                              | | Sonoma          |
| Sonoma Raceway                             | C.W.T                                       | 1,99 milles (3,203 km)  | Circuit routier        | Sonoma, Californie           | 47 000      | -                                                                              | | Sonoma          |
| Talladega Superspeedway                    | Dega                                        | 2,66 milles (4,281 km)  | Tri - Ovale            | Talladega, Alabama           | 80 000      | Cup (2)                                                                        | - GEICO 500 - YellaWood 500 | Talladega       |
| Talladega Superspeedway                    | Dega                                        | 2,66 milles (4,281 km)  | Tri - Ovale            | Talladega, Alabama           | 80 000      | Xfinity (2)                                                                    | - Ag-Pro 300 - TBA | Talladega       |
| Talladega Superspeedway                    | Dega                                        | 2,66 milles (4,281 km)  | Tri - Ovale            | Talladega, Alabama           | 80 000      | C.W.T                                                                          | - TBA | Talladega       |
| Texas Motor Speedway                       | Great American Speedway                     | 1,5 milles (2,414 km)   | Quad - Oval            | Fort Worth, Texas            | 181 655     | Cup                                                                            | - Autotrader EchoPark Automotive 500 | Texas           |
| Texas Motor Speedway                       | Great American Speedway                     | 1,5 milles (2,414 km)   | Quad - Oval            | Fort Worth, Texas            | 181 655     | Xfinity (2)                                                                    | - Alsco Uniforms 250 - Cowboy 300 | Texas           |
| Texas Motor Speedway                       | Great American Speedway                     | 1,5 milles (2,414 km)   | Quad - Oval            | Fort Worth, Texas            | 181 655     | C.W.T                                                                          | - SpeedyCash.com 220 | Texas           |
| Watkins Glen International                 | The Glen                                    | 2,455 milles (3,951 km) | Circuit routier        | Watkins Glen, New York       | 41 000      | Cup                                                                            | - Go Bowling at the Glen | Watkins Glen    |
| Watkins Glen International                 | The Glen                                    | 2,455 milles (3,951 km) | Circuit routier        | Watkins Glen, New York       | 41 000      | Xfinity                                                                        | - TBA | Watkins Glen    |
| Watkins Glen International                 | The Glen                                    | 2,455 milles (3,951 km) | Circuit routier        | Watkins Glen, New York       | 41 000      | C.W.T                                                                          | - TBA | Watkins Glen    |
| World Wide Technology Raceway at Gateway   |                                             | 1,25 milles (2,012 km)  | Ovale                  | Madison, Illinois            | 78 000      | Cup Xfinity C.W.T                                                              | - - - WWT Raceway 200 presented by CK Power |                 |

## Circuits encore actifs pour autres courses
| Circuit                           | Ancien(s) nom(s)                                                | Surnom                                     | Longueur                | Config.  | Lieu                            | Places | Catégorie des Courses | Créat. |
| --------------------------------- | --------------------------------------------------------------- | ------------------------------------------ | ----------------------- | -------- | ------------------------------- | ------ | --- | ------ |
| Airborne Park Speedway            | Airborne Speedway                                               |                                            | 0,5 milles (0,805 km)   | Ovale    | Plattsburgh New York            |        | NASCAR Whelen All-American Series. | 1978   |
| Bowman Gray Stadium (en)          |                                                                 | NASCAR's longest-running weekly race track | 0,25 milles (0,402 km)  | Ovale    | Winston-Salem, Caroline du Nord | 17 000 | NASCAR Whelen Southern Modified Tour | 1955   |
| Caraway Speedway (en)             |                                                                 |                                            | 0,455 milles (0,732 km) | Ovale    | Asheboro, Caroline du Nord      |        | Courses NASCAR divisions inférieures | 1966   |
| Evergreen Speedway (en)           |                                                                 |                                            | 0,375 milles (0,604 km) | Ovale    | Monroe, Washington              |        | NASCAR Whelen All American Series NASCAR K&N Pro Series West.                                                                                    | 1954   |
| Greenville-Pickens Speedway (en)  |                                                                 |                                            | 0,5 milles (0,805 km)   | Ovale    | Greenville, Caroline du Sud     | 35 000 | NASCAR K&N Pro Series East | 1940   |
| Mansfield Motorsports Park (en)   | Mansfield Motor Speedway                                        |                                            | 0,44 milles (0,708 km)  | Ovale    | Mansfield, Ohio                 | 10 000 | Lucas Oil Late Model Dirt Series NASCAR Craftsman Truck Series                                                                                   | 2004   |
| Memphis International Raceway     | Memphis Motorsports Park                                        |                                            | 0,75 milles (1,207 km)  | D - Oval | Millington, Tennessee           | 35 000 | IHRA Nitro Jam ARCA Series | 1987   |
| Milwaukee Mile                    | Wisconsin State Fair Park Speedway                              | America's Legendary Oval The Mile          | 1,6 milles (2,575 km)   | Ovale    | West Allis, Wisconsin           | 37 000 | Verizon IndyCar Series Indy Lights NASCAR Camping World Truck Series NASCAR Xfinity Series USAC Stock Car ASA Midwest Tour ASA Late Model Series | 1903   |
| Lucas Oil Raceway at Indianapolis | Indianapolis Raceway Park O'Reilly Raceway Park at Indianapolis |                                            | 0,686 milles (1,104 km) | Ovale    | Indianapolis, Indiana           | 30 000 | United States Auto Club National Hot Rod Association                                                                                             | 1958   |

## Circuits inactifs (dernière course)
| Circuit                            | Ancien(s) nom(s)                                              | Surnom(s)                                                      | Longueur                | Config.         | Lieu                               | Places   | Durée     |
| ---------------------------------- | ------------------------------------------------------------- | -------------------------------------------------------------- | ----------------------- | --------------- | ---------------------------------- | -------- | --------- |
| Hickory Motor Speedway (en)        |                                                               | World's Most Famous Short Track Birthplace of the NASCAR Stars | 0,363 milles (0,584 km) | Ovale           | Hickory, Caroline du Nord          | 13 200   | 1951-1998 |
| Langley Speedway (en)              | Action Raceway                                                |                                                                | 0,4 milles (0,644 km)   | Ovale           | Langley, Colombie-Britannique      |          | 1963-1998 |
| Motor Mile Speedway (en)           | New River Valley Speedway                                     |                                                                | 0,416 milles (0,669 km) | Ovale           | Dublin, Virginie                   | 10 160   | 1952-1992 |
| Myrtle Beach Speedway (en)         | Rambi Raceway                                                 |                                                                | 0,538 milles (0,866 km) | Ovale           | Myrtle Beach, Caroline du Sud      | 12 000   | 1958-1998 |
| Nazareth Speedway                  | Nazareth National Speedway Pennsylvania International Raceway |                                                                | 0,946 milles (1,522 km) | Ovale           | Nazareth, Pennsylvanie             |          | 1910-2004 |
| North Wilkesboro Speedway (en)     |                                                               |                                                                | 0,625 milles (1,006 km) | Ovale           | North Wilkesboro, Caroline du Nord | 40 000   | 1945-1996 |
| Ontario Motor Speedway (en)        |                                                               | The Big O Indianapolis of the West                             | 2,5 milles (4,023 km)   | Ovale           | Ontario, Californie                | 180 000  | 1970-1980 |
| Pikes Peak International Raceway   |                                                               | PPIR                                                           | 1 milles (1,609 km)     | Ovale           | Fountain, Colorado                 | 40 000   | 1997-2013 |
| Riverside International Raceway    | Riverside International Motor Raceway                         | RIV, RIR Riverside Raceway                                     | 4,22 milles (6,791 km)  | Circuit routier | Riverside (Californie), Californie | Variable | 1957-1989 |
| Rockingham Speedway                | North Carolina Motor Speedway North Carolina Speedway         | The Rock                                                       | 1,017 milles (1,637 km) | D - Ovale       | Rockingham, Caroline du Nord       | 34 500   | 1965-2004 |
| South Boston Speedway (en)         | Big Daddy's South Boston Speedway                             |                                                                | 0,400 milles (0,644 km) | Quad - Ovale    | South Boston, Virginie             | 10 000   | 1957-1972 |
| Thompson Speedway Motorsports Park | Thompson International Speedway                               |                                                                | 0,625 milles (1,006 km) | Ovale           | Thompson, Connecticut              |          | 1940-1970 |
| Tucson Raceway Park (en)           |                                                               |                                                                | 0,375 milles (0,604 km) | Ovale           | Tucson, Arizona                    |          | 1968-1997 |